# Geoweb
Het geoweb of geografische web is een relatief nieuw begrip dat de samensmelting van geografische (locatie gebaseerde) informatie met abstracte informatie die het huidige internet domineert impliceert. Dit creëert een omgeving waarin men op basis van locatie kan zoeken in plaats van alleen op trefwoorden.
Vanwege de geavanceerde technologische mogelijkheden, concepten en producten ontstaat er steeds meer interesse voor het Geoweb. Virtuele werelden zoals Google Earth, NASA World Wind en andere kaart gerelateerde websites zoals Google Maps, Windows Live Local en Yahoo! Maps zorgen voor bewustwording van de importantie van geografie en locatie als middelen om informatie te indexeren. Ook de toename van geavanceerde ontwikkelmethodes zoals Ajax stimuleren de implementatie van GIS (Geografische Informatie Systemen) op het web.